# Mărculești
Mărculești község és falu Ialomița megyében, Munténiában, Romániában. 

## Fekvése
A megye déli részén található, a megyeszékhelytől, Sloboziatól, tizennyolc kilométerre keletre, Călărași megye határán, a Ialomița folyó jobb partján .